# تپه اطراف شهر سوخته ۱۶۹
تپه اطراف شهر سوخته شماره ۱۶۹ مربوط به هزاره دوم و ۳ قبل از میلاد است و در شهرستان زابل، بخش شیب آب، دهستان لوتک، روستای حومه شهر سوخته، ۹/۳۰ کیلومتری جنوب غرب پایگاه باستان‌شناسی شهر سوخته واقع شده و این اثر در تاریخ ۲۳ بهمن ۱۳۸۵ با شمارهٔ ثبت ۱۷۳۳۵ به‌عنوان یکی از آثار ملی ایران به ثبت رسیده است.